# Kohe Shakhawr
Le Kohe Shakhawr est une montagne entre l'Afghanistan et le Pakistan.

## Topographie
Le Kohe Shakhawr est situé le long de la ligne Durand qui marque la frontière entre l'Afghanistan et le Pakistan. C'est le deuxième pic d'Afghanistan.

## Ascensions
La première ascension a été effectuée le 17 août 1964 par deux alpinistes autrichiens, Rudolf Pischinger et Gerald Gruber.